# Wijnstreek

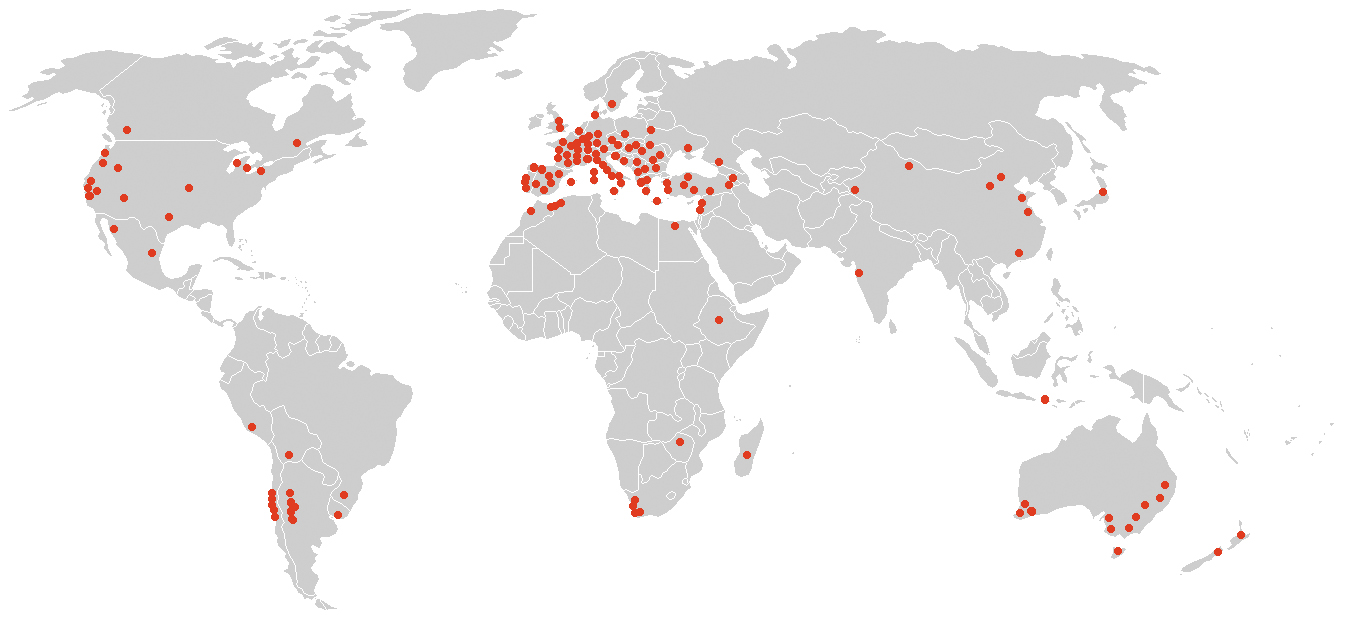
Wereld wijnbouwgebieden

Een wijnstreek is een gebiedsdeel dat geschikt en gebruikt wordt om druiven te verbouwen voor de productie van wijn. Wijnstreken liggen over het algemeen in gematigde klimaatzones. Wijnbouw is zodoende vaak mogelijk tussen 30 en 50 graden noorderbreedte en tussen 30 en 50 graden zuiderbreedte. Witte druivenrassen kunnen in het algemeen in wat koeler wijngebieden verbouwd worden dan blauwe druivenrassen. Soms is in tropische streken ook enige wijnbouw mogelijk. Deze gebieden liggen dan in hogere gebieden voor de nodige koelte.
Niet elke streek is geschikt voor druiventeelt in de openlucht. Het microklimaat moet eveneens geschikt zijn. De plant heeft warmte nodig om te groeien en de druiven te laten rijpen, maar ook moet de bodem en ligging ten opzichte van de zon gunstig zijn.
Wijnproducerende landen kennen afzonderlijke wijnstreken die vaak weer zijn opgedeeld in afzonderlijke wijnbouwregio's. Vervolgens worden deze weer verder opgedeeld in wijngaarden.